# Álvaro de Arriba
Álvaro de Arriba (* 2. června 1994) je španělský atlet, halový mistr Evropy v běhu na 800 metrů.
V roce 2016 obsadil v běhu na 800 metrů na mistrovství Evropy šesté místo. O rok později vybojoval bronzovou medaili v této disciplíně na halovém mistrovství Evropy v Bělehradě. Na evropském šampionátu v Berlíně v roce 2018 doběhl v půlkařském finále sedmý. Jeho největším úspěchem se stal titul halového mistra Evropy na této trati v roce 2019.